# Sébastien Vaillant
Sébastien Vaillant (Vigny, 26 maggio 1669 – 20 maggio 1722) è stato un botanico francese.
Fu membro dell'Accademia delle Scienze e del personale addetto alla cura del Jardin des Plantes.